# Samsung Galaxy A7 (2015)
Samsung Galaxy A7 – smartfon przedsiębiorstwa telekomunikacyjnego Samsung Electronics.

## Specyfikacja techniczna
Galaxy A7 został wyposażony w procesor Samsung Exynos 5430 jest to ośmiordzeniowy procesor o taktowaniu 1,8 GHz na rdzeń. Urządzenie posiada 2 GB RAM oraz 16 GB pamięci wewnętrznej, którą można rozszerzyć poprzez kartę pamięci (do 64 GB).

### Wyświetlacz
Smartfon posiada ekran o przekątnej 5,5 cala i rozdzielczości 1080 × 1920 pikseli, co daje zagęszczenie 401 pikseli na jeden cal wyświetlacza.

### Aparat fotograficzny
Aparat znajdujący się na tyle telefonu ma 13 Mpx, zaś przednia kamera ma rozdzielczość 5 Mpx.

### Akumulator
Akumulator litowo-jonowy ma pojemność 2500 mAh.

## Software
Galaxy A7 jest seryjnie wyposażony w system Android 4.4.4 KitKat.